# IOF .32
IOF .32 poznat i kao IOF 32 Revolver je revolver kojeg proizvodi indijska vojna industrija Ordnance Factories Board (OFB). Revolverski cilindar ima kapacitet od šest metaka kalibra .32 Smith & Wesson Long (7.65mm x 23mm) te je namijenjen za kraće udaljenosti. Temeljen je na starom britanskom Webleyjevom revolveru odnosno inačici koju koristi singapurska policija.
Samo vatreno oružje koristi manji kalibar kako bi prema indijskim zakonima moglo biti legalno i za civilno tržište.